# Theodor Corbeanu
Theodor Alexander Corbeanu (Burlington, Ontario, 2 de mayo de 2001), conocido deportivamente como Theo Corbeanu, es un futbolista canadiense que juega de delantero en el Toronto F. C. de la Major League Soccer.

## Trayectoria

### Toronto Football Club
A fines de 2016, luego de una prueba exitosa, Corbeanu se unió a la academia del Toronto Football Club. En 2018, jugó para el equipo de la academia sénior del club, Toronto FC III, en League1 Ontario, anotando dos goles en la victoria por 6-1 sobre el Toronto Skillz FC el 21 de mayo de 2018.

### Wolverhampton Wanderers Football Club
Tras dejar el Toronto FC en agosto de 2018, Corbeanu no tuvo éxito en una prueba para el Leicester City Football Club, pero luego se le ofreció una beca con la academia de Wolverhampton Wanderers , en la que representó a los equipos sub-16 y sub-18 del club. En el verano de 2019, se unió al primer equipo en su viaje de pretemporada en China, antes de unirse al equipo de desarrollo sub-23 del club en 2020.
Después de jugar nueve partidos con los Wolves sub-23, en los que marcó cuatro goles, Corbeanu firmó un contrato profesional con la selección absoluta en octubre de 2020. Posteriormente, se convirtió en un fijo en el banquillo de los Wolves, finalmente hizo su debut en la Premier League con el club el 16 de mayo de 2021, entrando como suplente en la segunda mitad en su partido fuera de casa ante el Tottenham Hotspur, que terminó con una derrota por 2-0.

#### Préstamo al Sheffield Wednesday
El 2 de agosto de 2021, Corbeanu se unió al Sheffield Wednesday de la EFL League One cedido por una temporada. Hizo su debut con los Owls en una derrota por un solo gol en Morecambe el 28 de agosto. El 2 de noviembre, Corbeanu anotó su primer gol profesional senior, con el primer gol en la victoria por 3-0 sobre el Sunderland.

#### Préstamo a los Milton Keynes Dons
El 6 de enero de 2022, los Wolves retiraron a Corbeanu de su préstamo anticipadamente y lo enviaron de vuelta cedido a otro club de la League One, Milton Keynes Dons, por el resto de la temporada 2021-22. Hizo su debut el 11 de enero en una victoria en casa por 1-0 sobre sus rivales AFC Wimbledon, y cuatro días después anotó su primer gol para el club en una victoria por 2-1 sobre el Portsmouth. Corbeanu pasó a hacer 17 apariciones para MK Dons cuando el club aseguró un tercer puesto en los play-offs.

#### Préstamo al Blackpool
El 28 de julio de 2022, Corbeanu se unió al club Blackpool del campeonato de la EFL en calidad de préstamo durante la temporada 2022-23. Hizo su debut con el club como suplente en la segunda mitad en una victoria de un solo gol sobre el Reading en Bloomfield Road el 29 de julio.

#### Grasshopper Club Zúrich
El 4 de julio de 2023, firma por el Grasshopper Club Zúrich de la Primera División de Suiza.

#### Granada CF
El 1 de febrero de 2024, firma por el Granada C. F. de la Primera División de España.

## Estadísticas

### Clubes
Actualizado al último partido disputado el 29 de junio de 2025.
| Club                                     | Div.          | Temporada     | Liga  | Liga  | Copas nacionales | Copas nacionales | Copas internacionales | Copas internacionales | Total | Total |
| Club                                     | Div.          | Temporada     | Part. | Goles | Part.            | Goles            | Part.                 | Goles                 | Part. | Goles |
| ---------------------------------------- | ------------- | ------------- | ----- | ----- | ---------------- | ---------------- | --------------------- | --------------------- | ----- | ----- |
| Wolverhampton Wanderers F. C. Inglaterra | 1.ª           | 2020-21       | 1     | 0     | 0                | 0                | —                     | —                     | 1     | 0     |
| Wolverhampton Wanderers F. C. Inglaterra | Total club    | Total club    | 1     | 0     | 0                | 0                | 0                     | 0                     | 1     | 0     |
| Sheffield Wednesday F. C. Inglaterra     | 3.ª           | 2021-22       | 13    | 2     | 5                | 0                | —                     | —                     | 18    | 2     |
| Sheffield Wednesday F. C. Inglaterra     | Total club    | Total club    | 13    | 2     | 5                | 0                | 0                     | 0                     | 18    | 2     |
| Milton Keynes Dons F. C. Inglaterra      | 3.ª           | 2021-22       | 17    | 1     | —                | —                | —                     | —                     | 17    | 1     |
| Milton Keynes Dons F. C. Inglaterra      | Total club    | Total club    | 17    | 1     | 0                | 0                | 0                     | 0                     | 17    | 1     |
| Blackpool F. C. Inglaterra               | 2.ª           | 2022-23       | 17    | 3     | 1                | 0                | —                     | —                     | 18    | 3     |
| Blackpool F. C. Inglaterra               | Total club    | Total club    | 17    | 3     | 1                | 0                | 0                     | 0                     | 18    | 3     |
| Arminia Bielefeld · Alemania             | 2.ª           | 2022-23       | 15    | 0     | —                | —                | —                     | —                     | 15    | 0     |
| Arminia Bielefeld · Alemania             | Total club    | Total club    | 15    | 0     | 0                | 0                | 0                     | 0                     | 15    | 0     |
| Grasshoppers Suiza                       | 1.ª           | 2023-24       | 16    | 1     | 2                | 0                | —                     | —                     | 18    | 1     |
| Grasshoppers Suiza                       | Total club    | Total club    | 16    | 1     | 2                | 0                | 0                     | 0                     | 18    | 1     |
| Granada C. F. · España                   | 1.ª           | 2023-24       | 9     | 1     | —                | —                | —                     | —                     | 9     | 1     |
| Granada C. F. · España                   | 2.ª           | 2024-25       | 10    | 0     | 3                | 0                | —                     | —                     | 13    | 0     |
| Granada C. F. · España                   | Total club    | Total club    | 19    | 1     | 3                | 0                | 0                     | 0                     | 22    | 1     |
| Toronto F. C. · Canadá                   | 1.ª           | 2025          | 17    | 4     | 1                | 1                | 0                     | 0                     | 18    | 5     |
| Toronto F. C. · Canadá                   | Total club    | Total club    | 17    | 4     | 1                | 1                | 0                     | 0                     | 18    | 5     |
| Total carrera                            | Total carrera | Total carrera | 115   | 12    | 12               | 1                | 0                     | 0                     | 127   | 13    |